# Tom Keene, der König der Steppe
Tom Keene, der König der Steppe ist ein einstündiger US-amerikanischer Western-Film, der in Schwarz-Weiß gedreht wurde.

## Inhalt
Der Transportunternehmer Randolph Carter will eine andere Firma übernehmen und sabotiert dessen Auslieferungen.
In letzter Konsequenz tötet er sogar den Firmeninhaber Mr. Macey. Sein Sohn Steve Macey übernimmt den Laden und setzt sich mit Hilfe von Gangstern zur Wehr. Allerdings gerät er in Schwierigkeiten, als er seine Mitarbeiter mit Geld bezahlt, welches „Rough“ und „Ready“ aus dem Safe von Carter erbeutet hatten.

## Adaptionen
- Der Film erfuhr 1940 ein partielles Remake mit dem Film Wagon Train von Tim Holt.